# Eberhard von Hartmann
Karl Wolfgang Eberhard von Hartmann (* 6. Mai 1824 in Berlin; † 14. November 1891 ebenda) war ein preußischer General der Infanterie.

## Leben

### Herkunft
Er war der Sohn des preußischen Legationsrats und Ministerresidenten Otto Emil von Hartmann (1786–1854) und dessen Ehefrau Auguste Rosalinde Emilie, geborene Mandel (* 1801).

### Militärkarriere
Hartmann besuchte das Friedrich-Wilhelms-Gymnasium in Berlin. Nach Abschluss der Schule begann er das Studium der Rechtswissenschaften an der Universität Berlin, das er 1843 nach Unterbrechung durch den Dienst als Einjährig-Freiwilliger im Garde-Schützen-Bataillon, an dessen Ende er als Unteroffizier der Reserve entlassen wurde, zum Sommersemester 1843 in Heidelberg fortsetzte. Hier wurde er 1844 Mitglied des Corps Saxo-Borussia. Ab 1847 war er Kammergerichtsreferendar.
Ende 1848 wurde er Berufssoldat und trat als Sekondeleutnant in das 9. Infanterie-Regiment der Preußischen Armee in Stettin ein, nachdem er bereits 1845 Sekondeleutnant der Landwehr geworden war. Nach Verwendungen als Adjutant seines Regiments und dessen II. Bataillons wurde er Adjutant beim Generalkommando des II. Armee-Korps in Stettin. 1857 wurde er in das Kriegsministerium kommandiert und zum Premierleutnant befördert. 1858 wurde er im Kriegsministerium in die Abteilung für Armeeangelegenheiten versetzt und im gleichen Jahr zum Hauptmann befördert. 1863 erfolgte seine Beförderung zum Major. 1866 wurde er Chef des mobilen Stabes des Kriegsministers und nahm im Großen Hauptquartier am Deutschen Krieg teil. Ende 1866 wurde er mit der Wahrnehmung der Geschäfte als Chef der Armeeabteilung B im Kriegsministerium beauftragt und zum Oberstleutnant befördert. Im Frühjahr 1867 wurde er Chef dieser Abteilung. In dieser Funktion war er auch von Mai bis Oktober 1869 Mitglied der Bundesliquidationskommission in München. 1868 schloss er für Preußen die Militärkonvention mit Mecklenburg-Schwerin ab.
Zu Beginn des Deutsch-Französischen Krieges wurde er zum Oberst befördert und zusätzlich mit der Wahrnehmung der Geschäfte des Direktors der Zentralabteilung beauftragt. Im August 1870 wurde er zum Chef des Generalstabes beim Generalgouvernement Elsass berufen. Während des Krieges nahm er an den Belagerungen von Straßburg, Schlettstadt, Pfalzburg und Bitsch teil und erhielt das Eiserne Kreuz II. Klasse. Nach Kriegsende kehrte er im Juli 1871 in seine alte Stellung als Chef der Armeeabteilung B zurück und wurde Ende des gleichen Jahres zum Chef der Armeeabteilung A im Kriegsministerium ernannt. Mitte 1872 wurde er in dieser Funktion auch stellvertretender Bevollmächtigter zum Bundesrat.
Nachdem ihm Mitte 1873 der Rang und die Kompetenzen eines Brigadekommandeurs verliehen worden waren, wurde er im Mai 1874 zum Generalmajor befördert. Im Januar 1875 wurde er Inspekteur der Kriegsschulen und Vorsitzender der Studienkommission für die Kriegsschulen. In dieser Funktion wurde er im September 1875 auch Mitglied des Gerichtshofes zur Entscheidung vom Kompetenzkonflikten. Im März 1880 wurde er zum Generalleutnant befördert und im November 1881 zum Direktor des Departements für das Invalidenwesen im Kriegsministerium ernannt. In dieser Funktion wurde er einen Monat später auch Vorsitzender des Verwaltungsrates der Lebensversicherungsanstalt für die Armee und Marine. Im Juni 1883 wurde er zum Gouverneur der Festung Ulm ernannt. Im November 1887 erhielt er den Charakter als General der Infanterie und wurde mit Pension zur Disposition gestellt.
Nach seinem Tod wurde er auf dem Militärfriedhof in der Hasenheide in Berlin-Neukölln beigesetzt.

### Familie
Hartmann hatte sich am 24. Juni 1852 in Puschkeiten mit Alexandra von Knobloch (1828–1905) verheiratet. Aus der Ehe gingen eine Tochter und sieben Söhne hervor, darunter:
- Emil (* 1853), preußischer Hauptmann
- Heinrich (* 1854), preußischer Major
- Bruno (* 1855), preußischer Oberstleutnant und Adjutant des Fürsten von Schwarzburg-Sondershausen
- Eberhard (* 1857), preußischer Oberstleutnant
- Alexander (* 1858), preußischer Hauptmann
- Paul (* 1868), preußischer Sekondeleutnant

## Auszeichnungen
- Kommandeurkreuz I. Klasse mit Schwertern des Herzoglich Anhaltischen Hausordens Albrechts des Bären (1871)
- Großkomturkreuz des Hausordens der Wendischen Krone (1873)
- Komturkreuz mit Stern des Hausordens vom Weißen Falken (1874)
- Ehrenkreuz I. Klasse des Fürstlich-Lippischen Hausordens (1874)
- Großkomturkreuz des Verdienstordens vom Heiligen Michael (1875)
- Großkreuz des portugiesischen Militärordens San Bento de Aviz (1880)
- Roter Adlerorden I. Klasse mit Eichenlaub (1887)
- Großkreuz des Bayerischen Militärverdienstordens (1887)
- Großkreuz des Ordens der Württembergischen Krone (1887)